# Retropedis magnapatella
Retropedis magnapatella is een hooiwagen uit de familie Zalmoxioidae.